# Юридическое совещание при Временном правительстве
Юридическое совещание при Временном правительстве России — консультационный орган, функционировавший при Временном правительстве с 8 марта по 25 октября 1917 года.

## Правовое положение
Документом, определившим вопросы ведения Юридического совещания, является Постановление Временного правительства от 22 марта 1917 года. Тем не менее, ни самим Временным правительством, ни создавшими его организациями не было издано нормативно-правового акта, закрепляющего основные аспекты правового статуса нового государственного органа. Член Совещания В. Д. Набоков писал, что единственным документом, «определившим объем власти Временного правительства и вместе с тем разрешившим вопрос о формах его функционирования», был подписанный великим князем Михаилом Александровичем Акт об отказе от принятия верховной власти.

## История
Фактически, Юридическое совещание, как консультационный орган, начало свою работу 8 марта 1917 года. Юридическое совещание при Временном правительстве России было официально учреждено 22 марта 1917 года. Упразднено 25 октября 1917 года.

## Полномочия и компетенция
Юридическому совещанию предназначалась роль экспертно-консультативного центра при Правительстве.
Сфера компетенции Совета была ограничена «вопросами публичного права, возникающими вместе с установлением нового общественного порядка». Кроме того, Совещание должно было готовить «юридические заключения о мерах Временного правительства, которые требуют принятия законодательных актов, а также о других мерах, которые потребовали бы такого юридического заключения в соответствии с волей Временного правительства».
В задачи Совещания входили юридическая оценка постановлений, указов Временного правительства и распоряжений Министерств, представление юридических заключений по отдельным вопросам деятельности органов Временного правительства, а также подготовка Учредительного собрания (с 26 июля 1917 года).

## Структура
При Совещании были образованы и действовали следующие органы:
- Особая межведомственная комиссия для установления единообразного отношения всех ведомств к требованиям;
- Ликвидационной комиссии по делам Царства Польского;
- Особая комиссия по составлению проекта Основных Законов;
- Комиссия по ликвидации сословных учреждений;
- Комиссия по вопросу о применении ст. 96 Свода основных государственных законов Российской империи (о порядке утверждения законодательных актов)[3].

## Роль и значение
Юридическое совещание стало ключевым элементом законодательного процесса в системе Временного правительства и одним из важнейших государственных органов, осуществлявших аналитическую, стратегическую и экспертную поддержку новообразованной революционной власти. Правовая позиция юристов Юридического совета была решающим фактором в законодательстве 1917 года. Юридическим совещанием также был подготовлен ряд документов, в которых отразилось его понимание государственно-правового статуса и юридической природы Временного правительства.
Учёный-правовед Е. Д. Неверов также отмечал, что высокий профессионализм и уникальный опыт членов Юридического совещания помогли органу выработать «уникальные идеи и верования по социальным, политическим и правовым вопросам». Большинство из них были сторонниками верховенства закона и поддерживали идеи индивидуальных свобод и прав человека. Они считали, что основой правового статуса каждого человека должно быть гражданское равенство, а государственное устройство должно было быть перестроено на основе парламентаризма и политического представительства. Правовой дух членов Юридического совета предопределил их отношение к роли юристов и юридической службы в эпоху формирования новой правовой системы после Февральской революции.

## Состав и руководство

### Члены Совещания
Юридический совет состоял из ведущих юристов своего поколения, которые были лицом юридической профессии на рубеже 20-го века.
В Постановлении от 22 марта 1917 года также была описана структура Юридического совещания: председатель, шесть членов и секретарь Временного правительства с правами члена. Однако в течение 1917 года эта первоначальная структура несколько раз расширялась.
Первоначальный состав Юридического совещания составили Н. А. Маклаков, Ф. Ф. Кокошкин, Н. И. Лазаревский, В. Д. Набоков (член Совещания и секретарь), М. С. Аджемов и барон Б. Э. Нольде. В апреле 1917 года его численный состав был увеличен до 8 членов — после этого в состав Совещания вошли А. Я. Гальперн и В. В. Водовозов. В июле 1917 года в его состав были включены Д. Д. Гримм, А. Э. Нольде и Г. Э. Блосфельдт. Наконец, в последние дни правления Временного правительства в состав Совета были включены В. Э. Гревс и Э. Гинцберг. Таким образом, в сентябре 1917 года Совещание насчитывало в себе 13 членов.

### Председатели
За время работы Юридического совещания им руководили 3 человека:
- Василий Алексеевич Маклаков — 8 марта — 20 марта 1917

- Федор Федорович Кокошкин — 20 марта — 10 июля 1917

- Николай Иванович Лазаревский — 10 июля — 25 октября 1917